# Lebanon Junction, Kentucky
Lebanon Junction är en stad (city) i Bullitt County i delstaten Kentucky, USA. 2010 hade staden 1 813 invånare.